# Diogo Leite
Diogo Filipe Monteiro Pinto Leite (* 23. Januar 1999 in Porto) ist ein portugiesischer Fußballspieler, der beim 1. FC Union Berlin unter Vertrag steht.

## Karriere
Im Sommer 2008 wechselte der damals neunjährige Diogo Leite von Leixões SC in die Jugendabteilung vom FC Porto. Sein Debüt in der Segunda Liga gab er am 27. August 2018 gegen CD Santa Clara; sein Debüt in der Primeira Liga im Alter von 19 Jahren am 11. August 2018 gegen GD Chaves. In der Saison 2018/19 kam er auf zwei weitere Einsätze in der Primeira Liga, wobei er bereits am 19. August 2018 gegen Belenenses SAD sein erstes Tor erzielte. Im August 2021 wurde Leite mit Kaufoption an den Ligarivalen Sporting Braga verliehen. In der Saison 2022/23 folgte eine weitere Leihe, diesmal nach Deutschland in die Bundesliga zum 1. FC Union Berlin. Nachdem Leite bei den Berlinern von Beginn an zum Stammpersonal gehört und wettbewerbsübergreifend 40 Pflichtspiele bestritten hatte, zog der Verein zur Saison 2023/24 die vertraglich vereinbarte Kaufoption. Am 27. April 2025 erlitt Leite im Spiel seines Vereins gegen den VfL Bochum in der Saison 2024/25 einen Kehlkopfbruch, als ihn der Bochumer Spieler Matúš Bero spektakulär anschoss.
Er spielt zudem für portugiesische Jugendnationalmannschaften. Im Mai 2018 debütierte er für die U-21, mit der er an der Europameisterschaft 2021 teilnahm. Leite erreichte mit Portugal das Finale des Turniers, in dem man der deutschen U-21 mit 0:1 unterlag.